# Ocelot
ocelot（オセロット）とは、株式会社ビジュアルアーツ（VISUAL ARTS）所属のソフトウェア会社。アダルトゲームブランドであるcatwalkから、全年齢対象の商品を製作・発売するため立ち上げられた別名のパソコンゲームブランドであり、スタッフは基本的にcatwalkと同じである。
デビュー作は榊一郎がシナリオを担当したキネティックノベル、『神曲奏界ポリフォニカ』。次回作として『デモンパラサイト～悪魔のような天使の彼女』が発表されている。